# Platostoma
Platostoma es un género con 59 especies de plantas con flores perteneciente a la familia Lamiaceae. Es originario de los trópicos de Sudáfrica y Australia.

## Especies
El género Platostoma comprende las siguientes especies:
- Platostoma africanum P.Beauv.
- Platostoma annamense (G.Taylor) A.J.Paton
- Platostoma axillaris (Benth.) A.J.Paton
- Platostoma becquerelii Suddee & A.J.Paton
- Platostoma calcaratum (Hemsl.) A.J.Paton
- Platostoma cambodgense Suddee & A.J.Paton
- Platostoma clausum (Merr.) A.J.Paton
- Platostoma cochinchinense (Lour.) A.J.Paton
- Platostoma coeruleum (R.E.Fr.) A.J.Paton
- Platostoma coloratum (D.Don) A.J.Paton
- Platostoma denticulatum Robyns
- Platostoma dilungense (Lisowski & Mielcarek) A.J.Paton
- Platostoma elongatum (Benth.) A.J.Paton
- Platostoma fastigiatum A.J.Paton & Hedge
- Platostoma fimbriatum A.J.Paton
- Platostoma gabonense A.J.Paton
- Platostoma glomerulatum A.J.Paton & Hedge
- Platostoma grandiflorum Suddee & A.J.Paton
- Platostoma hildebrandtii (Vatke) A.J.Paton & Hedge
- Platostoma hispidum (L.) A.J.Paton
- Platostoma intermedium A.J.Paton
- Platostoma kerrii Suddee & A.J.Paton
- Platostoma lanceolatum (Chermsir. ex Murata) A.J.Paton
- Platostoma laxiflorum A.J.Paton & Hedge
- Platostoma leptochilon Robyns
- Platostoma longicorne (F.Muell.) A.J.Paton
- Platostoma madagascariense (Benth.) A.J.Paton & Hedge
- Platostoma mekongense Suddee
- Platostoma menthoides (L.) A.J.Paton
- Platostoma montanum (Robyns) A.J.Paton
- Platostoma ocimoides (G.Taylor) A.J.Paton
- Platostoma palniense (Mukerjee) A.J.Paton
- Platostoma palustre (Blume) A.J.Paton
- Platostoma rotundifolium (Briq.) A.J.Paton
- Platostoma rubrum Suddee & A.J.Paton
- Platostoma siamense (Murata) A.J.Paton
- Platostoma stoloniferum (G.Taylor) A.J.Paton
- Platostoma strictum (Hiern) A.J.Paton
- Platostoma taylorii Suddee & A.J.Paton
- Platostoma tectum A.J.Paton
- Platostoma tenellum (Benth.) A.J.Paton & Hedge
- Platostoma thymifolium (Benth.) A.J.Paton & Hedge
- Platostoma tridechii Suddee
- Platostoma verbenifolium (Watt ex Mukarjee) A.J.Paton

## Sinonimia
- Mesona Blume, Bijdr.: 838 (1826).
- Acrocephalus Benth., Edwards's Bot. Reg. 15: t. 1282, 13 (1829).
- Geniosporum Wall. ex Benth., Edwards's Bot. Reg. 15: t. 1300 (1830).
- Nosema Prain, J. Asiat. Soc. Bengal, Pt. 2, Nat. Hist. 73: 20 (1904).
- Limniboza R.E.Fr., Wiss. Erg. Schwed. Rhod.-Kongo Exped. 1: 277 (1916).
- Hemsleia Kudô, Mem. Fac. Sci. Taihoku Imp. Univ. 2: 142 (1929).
- Ceratanthus F.Muell. ex G.Taylor, J. Bot. 74: 3 (1936).
- Octomeron Robyns, Bull. Jard. Bot. État 17: 28 (1943).[1]